# Jahrhundertausstellung deutscher Kunst

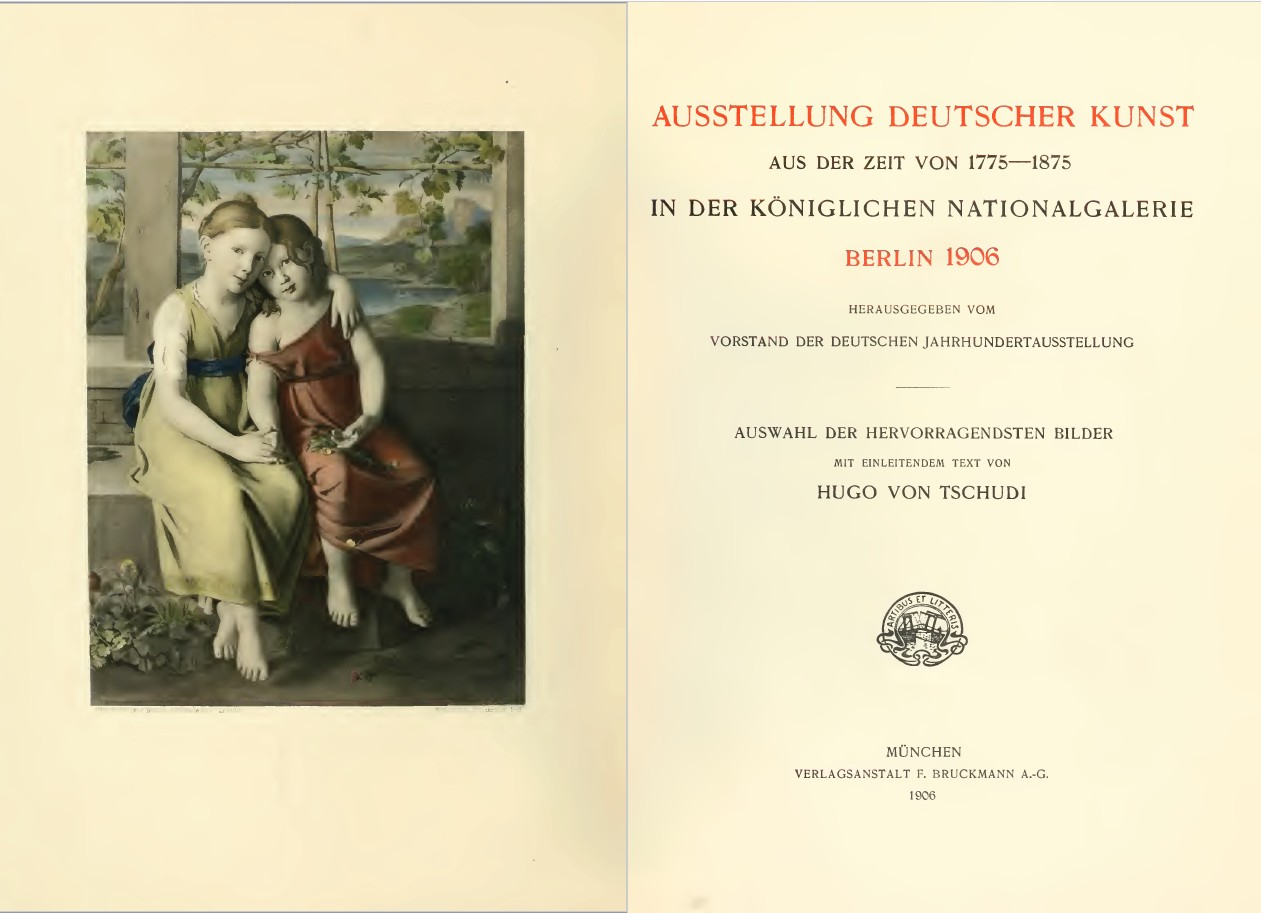
Ausstellungskatalog

Die Jahrhundertausstellung deutscher Kunst fand 1906 in Berlin statt. Sie gab einen relativ vollständigen Überblick über die Kunst der deutschsprachigen Länder, mithin Deutschlands, Österreichs und der Schweiz, in der Zeit von 1775 bis 1875. Zusammen mit großen deutschen und ausländischen Museen sowie privaten Sammlern konnte dieser noch aus dem letzten Jahrzehnt des 19. Jahrhunderts stammende Plan der Nationalgalerie verwirklicht werden.
Die Ausstellung war in allen Räumen der Nationalgalerie und in vier Räumen des Neuen Museums untergebracht. Gezeigt wurden über 2000 Bilder, mehr als 3000 Zeichnungen sowie einige Plastiken. Die von Hugo von Tschudi, Woldemar von Seidlitz und inoffiziell auch von Julius Meier-Graefe organisierte Ausstellung hielt bewusst Abstand vom Kunststreit der Gegenwart und legte dabei den Schwerpunkt ausdrücklich nicht auf die altbekannten und von Zeitgenossen gefeierten Schulen.
Die Kunst des 19. Jahrhunderts wurde vielmehr vom Blickwinkel des Impressionismus aus präsentiert, so dass eher unbekannte bzw. wenig bekannte Künstler zum Zuge kamen. Zu den wiederentdeckten Malern gehörten unter anderem Caspar David Friedrich, Philipp Otto Runge, Carl Blechen, Johann Georg von Dillis, Ferdinand Georg Waldmüller, Ferdinand von Rayski sowie Friedrich Wasmann; ebenso wurde die Bedeutung von Leibl, Mareés, Feuerbach und Victor Müller gewürdigt.
In einer Zeit, in der neben den etablierten deutschen Impressionisten der zweiten Generation die jungen Expressionisten sich durchzusetzen begannen und große Einzelgänger die Kunstszene bereicherten, war der Jahrhundertausstellung mit den ‚Wegbereitern‘ der neueren Kunst ungeahnter Erfolg beschieden.
Das Ausstellungsplakat wurde von Peter Behrens entworfen.